# Riego automático
El riego automático es un sistema para distribuir agua a las plantas de manera controlada, por medio de sistemas de aspersión o goteo. Este sistema permite distribuir el agua en la ubicación, cantidad, frecuencia y horario que se desee. Un sistema de riego automático es una de las opciones más cómodas y productivas para regar, permite ahorrar tiempo y garantiza que las plantas y el césped se mantengan verdes y sanos.

## Ventajas
- Ahorro de tiempo, agua y energía
- Mayor eficiencia de riego, el agua se distribuye uniformemente
- Ahorro en costes de mantenimiento
- Aumento de la producción, optimización del riego

## Componentes
- Programador
- Electroválvulas
- Cables
- Arquetas
- Tuberías de polietileno
- Reductores de riego

 Definición riego automático
 Ventajas riego automático
 Diseño riego automático
 Definición riego
 Definición automático
riego por goteo
Sistema de riego
Riego por aspersión
- Datos: Q65174042